# Bug (computer)
 For alternative betydninger, se Bug. (Se også artikler, som begynder med Bug)
Bug er slang for en fejl i et computerprogram. Nærmere defineret er det de linjer kildekode, der får programmet til at opføre sig på en anden måde end tilsigtet.
En debugger er et fejlfindingsprogram, og to debug (at afluse) betyder at fejlsøge et program.

## Oprindelse
Anvendelse af ordet, der på engelsk betyder insekt, stammer fra computernes tidlige dage, hvor disse kunne fylde hele skabe eller rum. Pga. varmen, og de mange uisolerede forbindelser, kunne der være problemer med insekter, der smeltede fast på de elektroniske komponenter. Disse fastsmeltninger gav kortslutninger, og forårsagede fejl i computerens beregninger.
| Programmering | Spire Denne artikel om datalogi eller et datalogi-relateret emne er en spire som bør udbygges. Du er velkommen til at hjælpe Wikipedia ved at udvide den. |